# Операция «Белый Медведь»
Операция «Белый Медведь», нем. Operation Eisbär (октябрь 1942 г.) — карательная полицейско-войсковая антипартизанская операция германских оккупационных войск на территории Курской области Российской Федерации, направленная на уничтожение поддерживавших партизан мирных жителей населённых пунктов, прилегавших к лесным массивам.
План операции был разработан особым уполномоченным Гитлера генералом Адольфом Хойзингером. Операция проводилась под управлением командования  2-й немецкой танковой армии с привлечением фронтовых частей армии.

## Некоторые факты
В посёлке Большой Дуб Михайловского (в настоящее время Железногорского) района Курской области утром 17 октября 1942 года было расстреляно 44 мирных жителя, из которых 26 детей (пятерым из них не исполнилось и года). В соседних сёлах Звезда и Холстинка погибли также около 150 жителей.
Карательная экспедиция была направлена в Михайловский район по распоряжению коменданта города Курска генерала фон Штумпфельда. Детальный план операции «Белый медведь» на территории Михайловского района был составлен 14 октября 1942 года на секретном совещании в слободе Михайловка, где присутствовали начальник гестапо зондерфюрер Пауль Лауэ, начальники жандармерии г. Дмитриева Шифер и слободы Михайловка Шпренгель. Последние возглавили расправу в посёлке Большой Дуб.